# Tribunal Superior de Justicia (España)
En España, un Tribunal Superior de Justicia (TSJ) es el órgano cúspide del poder judicial en cada una de las diecisiete comunidades autónomas. Están integrados en el poder judicial de España, único para todo el Estado. Son los sucesores directos de las Audiencias Territoriales.

## Régimen judicial de las comunidades autónomas
Las comunidades autónomas, constituidas con arreglo a la Constitución, gozan de poderes legislativo y ejecutivo propios, que desarrollan las competencias atribuidas a la comunidad autónoma por su estatuto de autonomía o transferidas por el Estado, tal y como está previsto en la Constitución española de 1978.
No obstante, la diferencia cualitativa más grande entre el Estado de las Autonomías y un Estado federal es que las comunidades autónomas no tienen una organización judicial propia que juzgue las causas que se susciten según sus Leyes, sino que existe un poder judicial único para todo el país.
A pesar de ello, la legislación estatal y autonómica prevé la intervención de las comunidades autónomas en la gestión de las competencias administrativas relacionadas con la Justicia, tales como régimen personal de los funcionarios al servicio de la Administración de Justicia y medios y recursos materiales y económicos. Además la Asamblea Legislativa de cada comunidad autónoma interviene en el nombramiento de una tercera parte de los miembros de la Sala de lo Civil y Penal del respectivo Tribunal Superior de Justicia, formulando una terna que presenta al Consejo General del Poder Judicial, que selecciona uno de los candidatos para la plaza en cuestión (art. 330.4 Ley Orgánica 6/1985, de 1 de julio, del Poder Judicial).
La sede de cada uno de los Tribunales Superiores de Justicia vendrá recogida en los respectivos Estatutos de Autonomía.

## Composición
Los Tribunales Superiores de Justicia están divididos en tres Salas: de lo Civil y Penal, de lo Contencioso-Administrativo y de lo Social. Existe un presidente del Tribunal Superior de Justicia, un presidente para cada una de las Salas, un presidente para cada una de las secciones en que pueda dividirse cada Sala y un número de magistrados variable en función del volumen de trabajo del Tribunal.
Las plazas se proveen por concurso entre magistrados, en función del puesto correspondiente a cada uno en el escalafón judicial y con reserva de plazas a favor de concursantes especializados en cada uno de los órdenes jurisdiccionales; una tercera parte de las plazas disponibles en la Sala de lo Civil y Penal se reserva para su provisión por juristas de reconocido prestigio, nombrados por el Consejo General del Poder Judicial de una terna propuesta por la Asamblea Legislativa de la comunidad autónoma respectiva.

## Competencias
- La Sala de lo Civil y Penal conoce, como Sala de lo Civil, del recurso de casación y del recurso extraordinario de revisión contra resoluciones de órganos jurisdiccionales del orden civil con sede en la comunidad autónoma, siempre que el recurso se funde en infracción de normas del derecho civil, foral o especial, propio de la comunidad, y cuando el correspondiente Estatuto de Autonomía haya previsto esta atribución; de las demandas de responsabilidad civil, por hechos cometidos en el ejercicio de sus respectivos cargos, dirigidas contra el presidente y miembros del Consejo de Gobierno de la comunidad autónoma y contra los miembros de la Asamblea legislativa, cuando tal atribución no corresponda, según los Estatutos de Autonomía, al Tribunal Supremo; de las demandas de responsabilidad civil, por hechos cometidos en el ejercicio de su cargo, contra todos o la mayor parte de los magistrados de una Audiencia Provincial o de cualesquiera de sus secciones; y de las cuestiones de competencia entre órganos jurisdiccionales del orden civil con sede en la comunidad autónoma que no tenga otro superior común.

- La Sala de lo Civil y Penal conoce, como Sala de lo Penal, de las causas penales que los Estatutos de Autonomía reservan al conocimiento de los Tribunales Superiores de Justicia; de la instrucción y fallo de las causas penales contra jueces, magistrados y miembros del Ministerio Fiscal por delitos o faltas cometidos en el ejercicio de su cargo en la comunidad autónoma, siempre que esta atribución no corresponda al Tribunal Supremo; de los recursos de apelación contra las resoluciones dictadas en primera instancia por las Audiencias Provinciales, así como el de todos aquellos previstos por las leyes; y de las cuestiones de competencia entre órganos jurisdiccionales del orden penal con sede en la comunidad autónoma que no tengan otro superior común.

- La Sala de lo Contencioso-Administrativo conoce de los recursos que se deduzcan en relación con los actos de las entidades locales y de las administraciones de las comunidades autónomas cuyo conocimiento no esté atribuido a los Juzgados de lo Contencioso-Administrativo, de las apelaciones promovidas contra sentencias y autos dictados por los Juzgados de lo Contencioso-Administrativo y de los correspondientes recursos de queja, de los recursos de revisión contra las sentencias firmes de los Juzgados de lo Contencioso-Administrativo, de las cuestiones de competencia entre los Juzgados de lo Contencioso-Administrativo con sede en la comunidad autónoma, de recurso de casación para la unificación de doctrina o en interés de Ley en los casos previstos en la Ley reguladora de la Jurisdicción Contencioso-Administrativa.

- La Sala de lo Social conoce de los procesos que la Ley establezca sobre controversias que afecten a intereses de los trabajadores y empresarios en ámbito superior al de un juzgado de lo social y no superior al de las comunidades autónomas, de los recursos que establezca la ley contra las resoluciones dictadas por los Juzgados de lo Social de la comunidad autónoma, de los recursos de suplicación y demás que prevé la ley contra resoluciones de los Juzgados de lo Mercantil de la comunidad autónoma en materia laboral y las que resuelvan los incidentes concursales que versen sobre la misma materia y de las cuestiones de competencia que se susciten entre los juzgados de lo social de las comunidades autónomas.

## Tribunales Superiores de Justicia por comunidad autónoma
| Imagen | Nombre                                                      | Comunidad autónoma      | Sede                                                | Ciudad                     | Presidente                           |
| ------ | ----------------------------------------------------------- | ----------------------- | --------------------------------------------------- | -------------------------- | ------------------------------------ |
|        | Tribunal Superior de Justicia de Andalucía, Ceuta y Melilla | Andalucía Ceuta Melilla | Real Chancillería de Granada                        | Granada                    | Lorenzo del Río                      |
|        | Tribunal Superior de Justicia de Aragón                     | Aragón                  | Palacio de los Condes de Morata                     | Zaragoza                   | Fernando Zubiri de Salinas           |
|        | Tribunal Superior de Justicia del Principado de Asturias    | Principado de Asturias  | Palacio de Camposagrado                             | Oviedo                     | Jesús María Chamorro González        |
|        | Tribunal Superior de Justicia de las Islas Baleares         | Islas Baleares          | Palacio de Justicia de Palma de Mallorca            | Palma de Mallorca          | Antonio José Terrasa García          |
|        | Tribunal Superior de Justicia de Canarias                   | Canarias                | Palacio de Justicia de Las Palmas                   | Las Palmas de Gran Canaria | Antonio Doreste Armas                |
|        | Tribunal Superior de Justicia de Cantabria                  | Cantabria               | Complejo Judicial de Las Salesas                    | Santander                  | José Luis López del Moral Echeverría |
|        | Tribunal Superior de Justicia de Castilla y León            | Castilla y León         | Palacio de Justicia de Burgos                       | Burgos                     | José Luis Concepción                 |
|        | Tribunal Superior de Justicia de Castilla-La Mancha         | Castilla-La Mancha      | Palacio de Justicia de Albacete                     | Albacete                   | María Pilar Astray Chacón            |
|        | Tribunal Superior de Justicia de Cataluña                   | Cataluña                | Palacio de Justicia de Barcelona                    | Barcelona                  | Jesús María Barrientos Pacho         |
|        | Tribunal Superior de Justicia de la Comunidad Valenciana    | Comunidad Valenciana    | Casa Aduana Real                                    | Valencia                   | Manuel José Baeza Díaz-Portales      |
|        | Tribunal Superior de Justicia de Extremadura                | Extremadura             | Real Audiencia de Extremadura                       | Cáceres                    | María Félix Tena Aragón              |
|        | Tribunal Superior de Justicia de Galicia                    | Galicia                 | Palacio de Justicia de La Coruña                    | La Coruña                  | José María Gómez y Díaz-Castroverde  |
|        | Tribunal Superior de Justicia de La Rioja                   | La Rioja                | Palacio de Justicia de La Rioja                     | Logroño                    | Ignacio Espinosa Casares             |
|        | Tribunal Superior de Justicia de Navarra                    | Navarra                 | Palacio de Justicia de Pamplona                     | Pamplona                   | Juan Manuel Fernández                |
|        | Tribunal Superior de Justicia del País Vasco                | País Vasco              | Palacio de Justicia de Bilbao                       | Bilbao                     | Ignacio José Subijana Zunzunegui     |
|        | Tribunal Superior de Justicia de Madrid                     | Comunidad de Madrid     | Palacio del Tribunal Superior de Justicia de Madrid | Madrid                     | Francisco Javier Vieira Morante      |
|        | Tribunal Superior de Justicia de la Región de Murcia        | Región de Murcia        | Palacio de Justicia de Murcia                       | Murcia                     | Manuel Luna Carbonell                |

El Tribunal Superior de Justicia de Andalucía tiene sedes secundarias en los órdenes jurisdiccionales de lo Social y lo Contencioso-administrativo en Sevilla y Málaga. Así, mientras Granada incluye Jaén y Almería, Sevilla comprende también Cádiz, Córdoba y Huelva; por su parte, Málaga abarca esta única provincia.
También para los órdenes de lo Social y lo Contencioso-administrativo, el Tribunal Superior de Justicia de Castilla y León tiene sede en Valladolid. Así, mientras Burgos incluye Ávila, Soria y Segovia, Valladolid engloba también a León, Palencia, Salamanca y Zamora.
De igual manera, el Tribunal Superior de Justicia de Canarias tiene también sede en Santa Cruz de Tenerife.